# Józef Brudziński

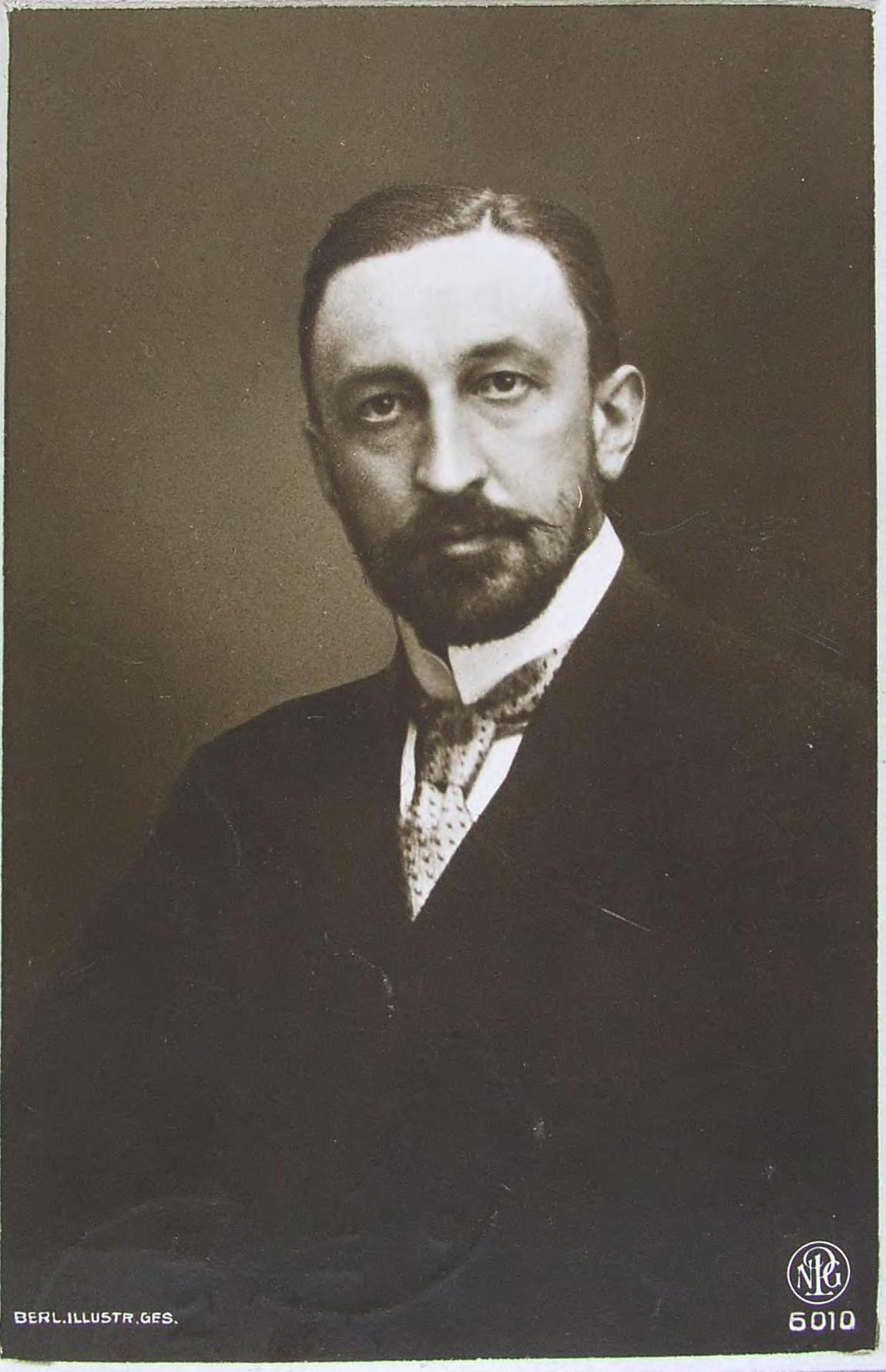
Józef Brudziński

Józef Brudziński (Josef von Brudzinski, *  26. Januar 1874 in Bolewo/Plock; † 18. Dezember 1917 in Warschau) war ein polnischer Kinderarzt.

## Leben
Józef Brudziński studierte Medizin an der Kaiserlichen Universität Dorpat und in Moskau, wo er seinen Abschluss 1897 machte. Er wandte sich der Kinderheilkunde zu und war Schüler bei Maciej Jakubowski (* 1838) in Krakau, später arbeitete er mit Theodor Escherich in Graz, sowie mit Jacques-Joseph Grancher (1843–1907), Antoine Bernard-Jean Marfan (1858–1942) und Victor Henri Hutinel (1849–1933) in Paris. 1903 wurde er an das Anne-Marie Kinderhospital in Łódź berufen, eine Einrichtung, aus der er ein Krankenhaus machte. 1910 wechselte Brudziński nach Warschau, wo er mit Hilfe der Philanthropin Zofia Szlenkier ein Kinderkrankenhaus nach eigenen Plänen errichten konnte. Nach der deutschen Besetzung Polens war er politisch aktiv und setzte sich für die Wiedererrichtung einer polnischen Universität in Warschau ein, deren Eröffnungs-Rektor er 1915 war.

## Werke
Brudzińskis wichtigste Arbeiten betrafen die Darmflora, Reflexe und die Verhütung von Kinder-Infektionen im Krankenhauswesen. Verschiedene Reflexe bei Meningitis tragen seinen Namen:
- Brudzinski-Zeichen: reflektorische Beugung im Kniegelenk bei passiver Beugung im Nacken
- Brudzińskis Wangen-Phänomen: Druck auf die Wange unterhalb der Wangenknochen führt zum Heben und Beugen des Unterarmes
- Brudzińskis Reflex: passive Beugung eines Knies führt zur reflektorischen Beugung im gegenseitigen Knie- und Hüftgelenk; umgekehrt führt eine erzwungene Streckung des Unterschenkels zur Streckung auf der Gegenseite
- Brudzińskis Symphysen-Zeichen: Druck auf die Symphyse führt zur reflektorischen Beugung des Beines im Knie- und Hüftgelenk, sowie zur Abduktion

Brudziński gründete 1908 die erste polnische Zeitschrift für Kinderheilkunde, Przegląd Pedyatryczny.